# Riserva naturale orientata Serre della Pizzuta
La riserva naturale orientata Serre della Pizzuta è un'area naturale protetta situata nel comune italo-albanese di Piana degli Albanesi, nella città metropolitana di Palermo ed istituita con Decreto Assessoriale 744/44 del 10 dicembre 1998.

## Territorio
La riserva comprende i rilievi calcarei di Maja e Pelavet (m 1279), le Serre della Pizzuta (m 1333) e la Costa di Carpineto (m 1188). Il primo domina la Portella della Ginestra, luogo noto per la strage mafiosa del 1947. Il Monte Pizzuta è la cima più alta dei Monti di Piana degli Albanesi ed ospita due grotte di importanza speleologica: lo Zubbione profondo circa 100 m e la Grotta del Garrone, un grande antro nei pressi della Portella del Garrone (m 1144). Quest'ultima era un valico di importanza strategica percorso da una Regia Trazzera (N 32 del catasto delle R.T.) che separa Monte Pizzuta dalla Costa di Carpineto. Le rocce che vi affiorano risalgono al Giurassico ed al Cretaceo. Il versante occidentale della Pizzuta ospita i resti delle neviere, antiche conche artificiali utilizzate per la conservazione del ghiaccio. È caratterizzata da un sistema roccioso in cui è molto spiccato il carsismo sia di superficie, sia sotterraneo. Nella riserva sono presenti la grotta dello Zubbione e quella del Garrone. Affascinanti i panorami, che abbracciano Piana degli Albanesi, il suo lago e le vette limitrofe.

## Flora

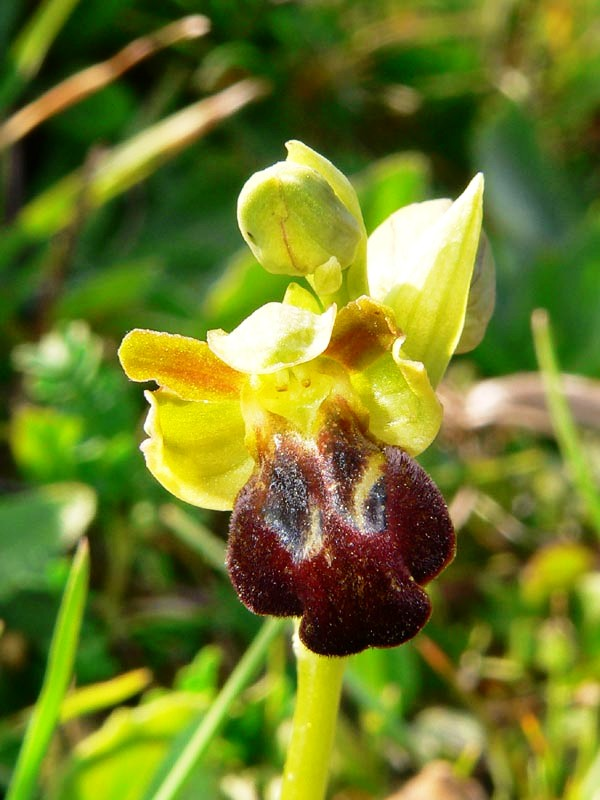
Ophrys fusca subsp. sabulosa

Il paesaggio della riserva naturale è dominata da ambienti rupestri e da ampi territori di prateria mediterranea o gariga, a tratti interrotti da residui di lecceta e roverelle, testimonianza della foresta mediterranea sempreverde che un tempo ricopriva queste zone.
Nella zona di Portella delle Neviere sopravvive una boscaglia di agrifoglio.
Numerose le specie di orchidee selvatiche che crescono nel territorio della Riserva, tra cui la Ophrys fusca subsp. sabulosa, endemica della Sicilia.
Nel territorio della riserva, ad una altitudine compresa tra 800-1.300 m, cresce infine la Viola ucriana, un raro endemismo puntiforme presente solo in questa stazione, con un areale complessivo di appena 0,2 km².
Nella grotta del Garrone il peculiare microclima ha favorito la sopravvivenza di felci molto rare per l'isola: la lingua cervina (Phyllitis scolopendrium) e la scolopendria emionitide (Phyllitis sagittata).

## Fauna

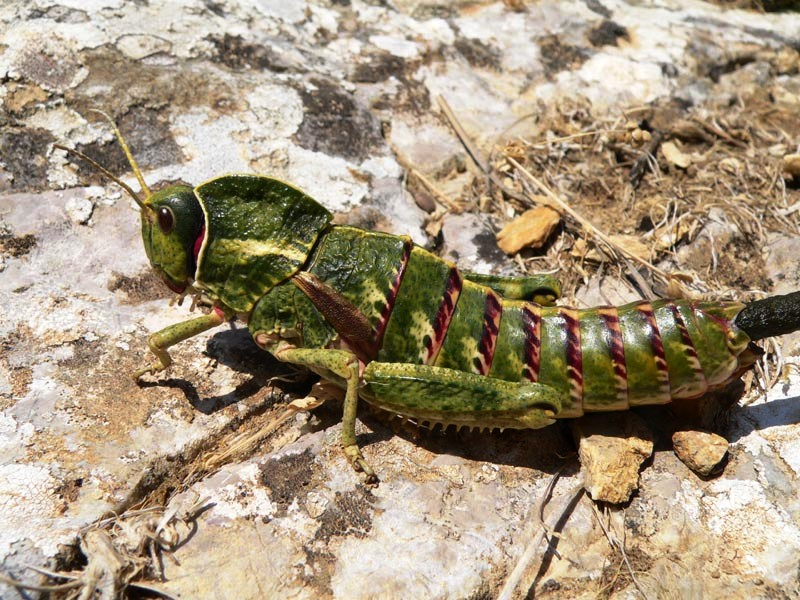
Pamphagus marmoratus

I mammiferi sono rappresentati dalla volpe, la martora, la donnola e l'istrice. In entrambe le grotte si ritrova il pipistrello Rhinolophus ferrumequinum.
Numerose le specie di uccelli presenti fra cui si possono ricordare la cinciarella, la cinciallegra, il rampichino, la ghiandaia, l'usignolo e il gheppio.
Tra i rettili meritano un cenno la lucertola campestre e la lucertola sicula, il ramarro, il gongilo e la luscengola nonché il biacco, la vipera e il colubro d'Esculapio.
Merita infine una menzione una specie dell'entomofauna: il raro panfago marmorizzato, grossa cavalletta dalle ali atrofizzate, endemica della Sicilia e di Tunisia e Algeria.